# August (Schleswig-Holstein-Sonderburg-Norburg-Plön)

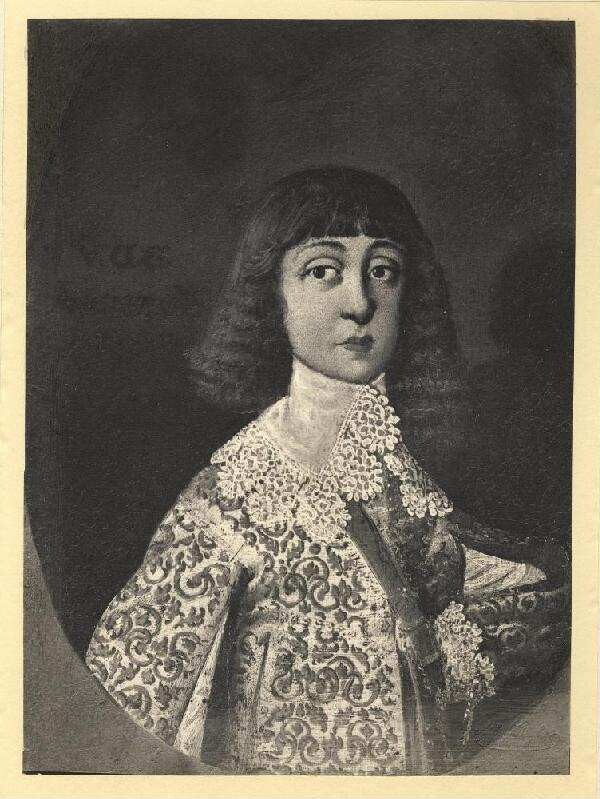
Bildnis von August, Herzog von Schleswig-Holstein-Sonderburg-Plön

August von Schleswig-Holstein-Norburg-Plön (* 9. Mai 1635; † 17. September 1699 in Plön) war der abgeteilte Herzog eines kleinen Teils des Herzogtums Schleswig rund um das Schloss Nordborg auf der Insel Alsen und stiftete die Linie Schleswig-Holstein-Norburg-Plön.

## Leben
August war der zweite Sohn von Joachim Ernst und Dorothea Augusta von Schleswig-Holstein-Gottorf, der Tochter des Fürstbischofs von Lübeck Johann Adolf. Von 1645 bis 1650 machte er mit seinem ein Jahr älteren Bruder Johann Adolf eine Grand Tour durch europäische Länder, die ihn unter anderem nach England und Frankreich führte.
Er wurde Offizier in brandenburg-preußischen Diensten und am 20. August 1664 Kurbrandenburgischer General der Infanterie. Zugleich wurde er zum Statthalter von Magdeburg ernannt. Dort hatte er bereits 1660 das Grundstück Domplatz 6 erworben, das er bis 1668 neu bebauen ließ. Am 18. September 1665 erhielt er aufgrund seiner Tapferkeit in den Kämpfen mit den Türken die Anwartschaft über die Statthalterschaft des Fürstentums Minden. Am 21. Dezember 1674 wurde er zum Kurbrandenburgischen Generalfeldzeugmeister ernannt. Am 29. Mai 1676 wurde er in Kopenhagen mit dem Elefanten-Orden ausgezeichnet. Am 7. Juli 1676 wurde ihm für seine treuen Dienste im Nordischen Krieg die Insel Usedom geschenkt, die jedoch schon 1679 im Frieden von Saint-Germain wieder Schweden zugesprochen wurde. Stattdessen erhielt er vom dänischen König das Herzogtum Schleswig-Holstein-Sonderburg-Norburg, dessen 1669 bankrottgegangener letzter Herzog Johann Bogislaw kurz zuvor verstorben war. Nach dem Tod des Großen Kurfürsten 1688 schied er aus dem brandenburgischen Dienst aus und zog sich nach Norburg zurück.
Sein ältester Sohn Joachim Friedrich erbte sowohl 1699 Norburg als auch 1706 das Herzogtum Schleswig-Holstein-Sonderburg-Plön, weil sowohl Sohn als auch Enkel seines Onkels Johann Adolf früh verstorben waren.

## Familie
August heiratete Elisabeth Charlotte von Anhalt-Harzgerode (* 11. Februar 1647; † 20. Januar 1723), die Tochter von Fürst Friedrich von Anhalt-Bernburg-Harzgerode und dessen erster Frau Johanna Elisabeth von Nassau-Hadamar. Sie war seit 1665 die Witwe von Fürst Wilhelm Ludwig von Anhalt-Köthen.
Das Paar hatte folgende Kinder:
- Joachim Friedrich (1668–1722)

⚭ Magdalene Juliana, Pfalzgräfin von Birkenfeld-Gelnhausen
⚭ Juliana Luise, Prinzessin von Ostfriesland (1698–1721)
- Auguste Elisabeth (1669–1709), Nonne in Herford
- Charlotte Sophie (1672–1720)
- Christian Karl (* 20. August 1674; † 23. Mai 1706) ⚭ Dorothea Christina von Aichelberg (1674–1762), ab 1702 Frau von Karlstein, 1722 Prinzessin von Dänemark
- Dorothea Johanna (* 24. Dezember 1676; † 29. November 1727) ⚭ Wilhelm von Nassau-Dillenburg (1670–1724)